# Cattedrale di Tolosa
La cattedrale di Santo Stefano (in francese: Cathédrale Saint-Étienne de Toulouse) è il principale luogo di culto cattolico di Tolosa, nel dipartimento dell'Alta Garonna. La chiesa, sede dell'arcivescovo di Tolosa, è monumento storico di Francia dal 1862.
Il grande edificio romanico  è ricostruito in gran parte in stile gotico e rimasto incompiuto. Grandioso è il coro gotico, a tre navate e con deambulatorio a cappelle radiali, che mal si raccorda col primitivo piedicroce ancora romanico.

## Galleria d'immagini

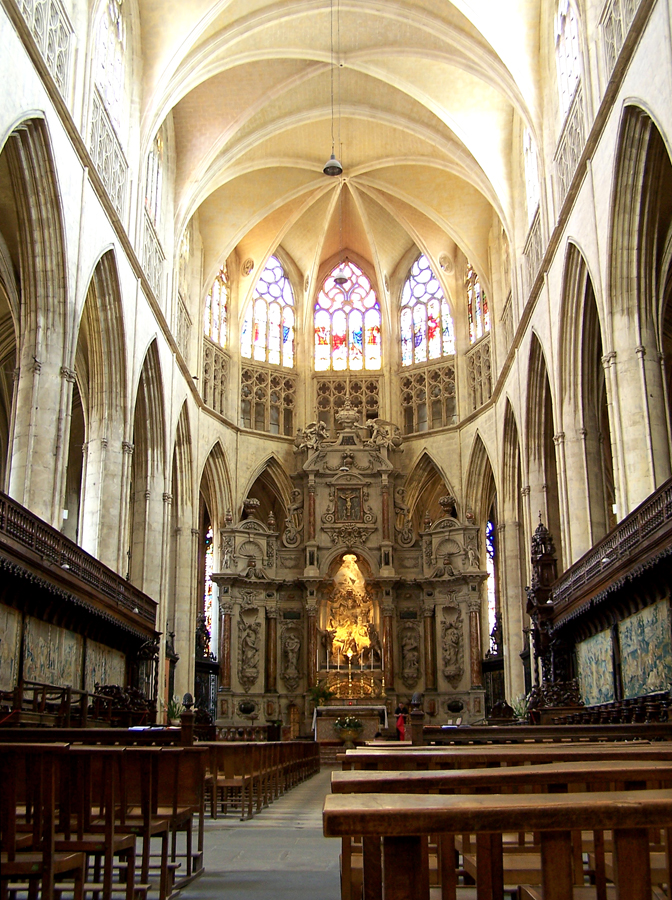
Navata gotica
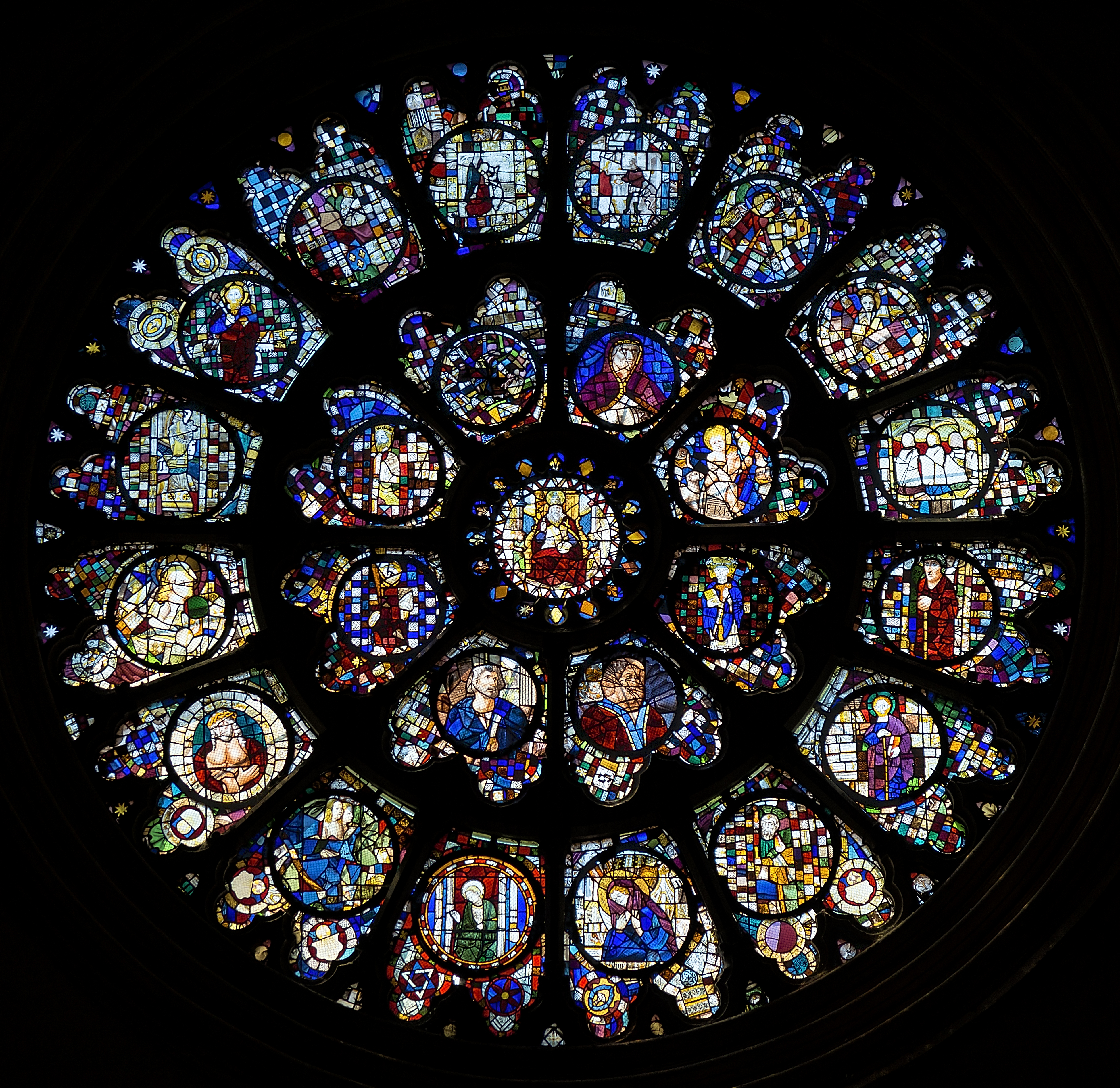
Rosone
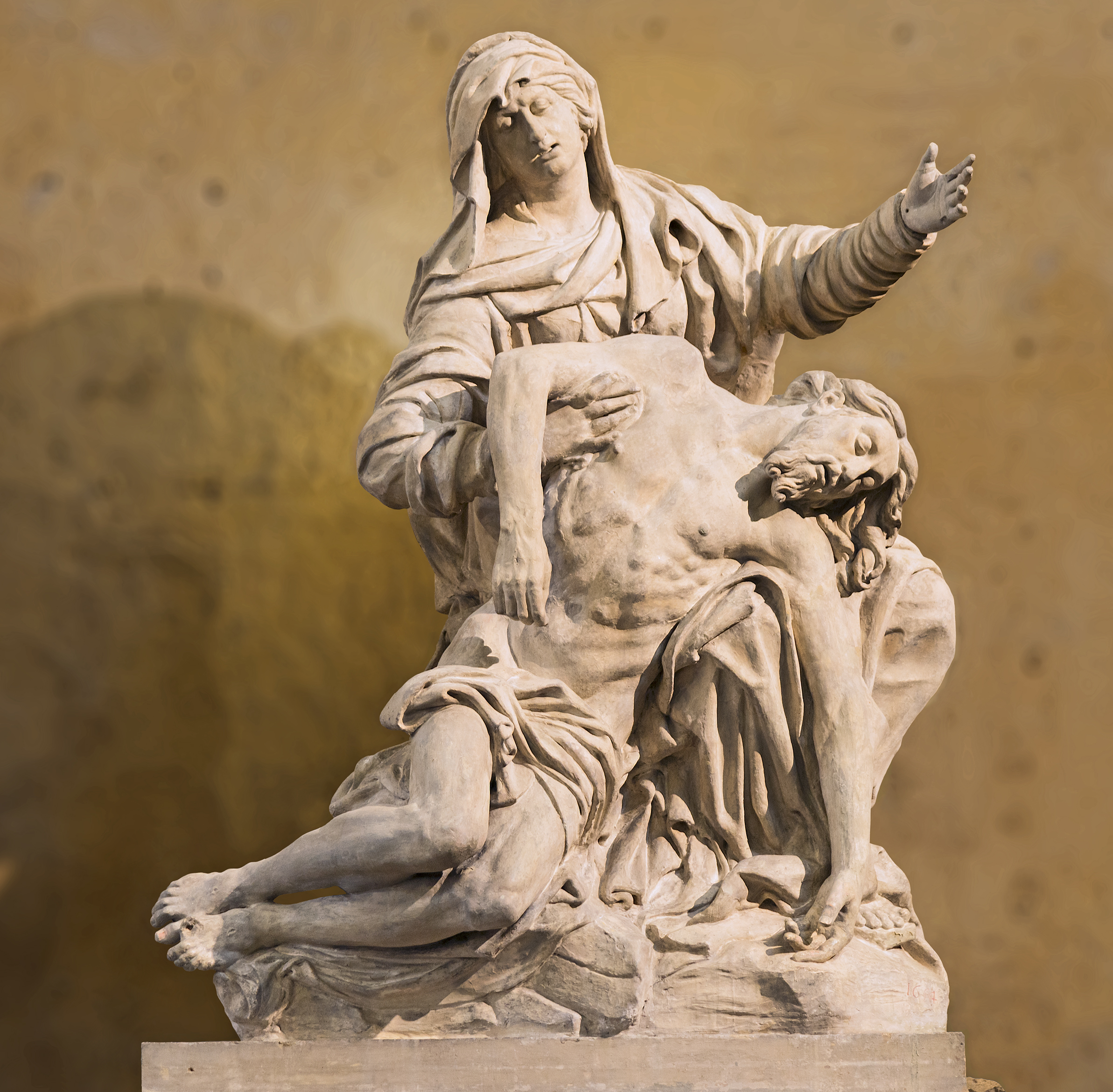
La Pietat di Gervais Drouet 1648
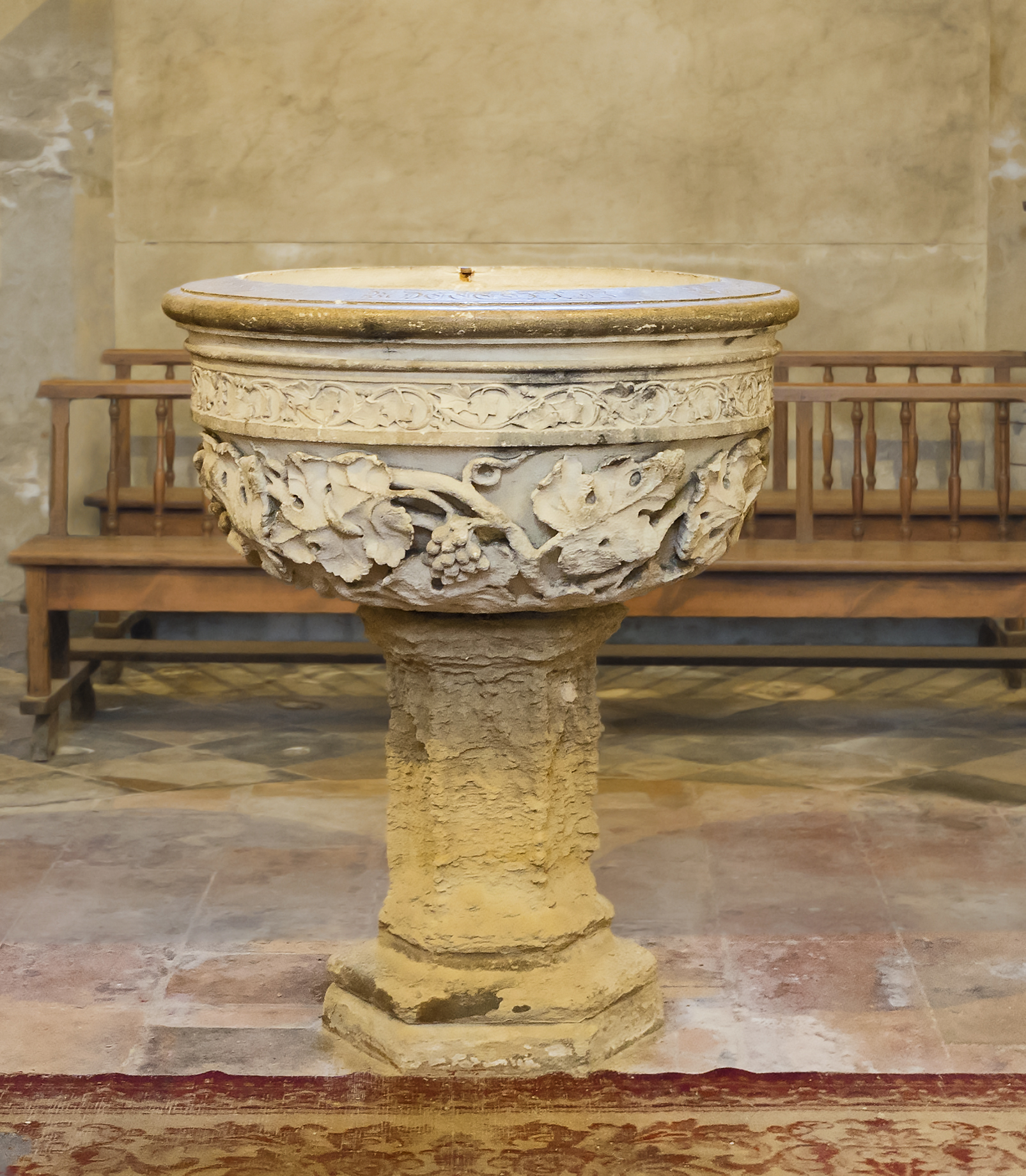
Fonte battesimale